# Salwa Sghayer
Salwa Sghayer, née le 25 septembre 1960 à Hammam Lif, est une femme politique tunisienne. Elle est ministre de l'Industrie, de l'Énergie et des Mines de septembre 2020 à février 2021.

## Biographie
En 1987, elle rejoint l'administration tunisienne comme inspectrice générale au ministère de l'Économie nationale. À partir de l'année suivante et au fil de sa carrière, elle est directrice générale de plusieurs administrations et établissements publics, par exemple de la tutelle des entreprises au ministère de l'Industrie, de l'Énergie et des Mines. En 2014, elle devient directrice générale de Tunisair.
De 2015 à sa nomination ministérielle, elle est la PDG de la Société tunisienne des industries de raffinage, basée dans le gouvernorat de Bizerte.
Le 2 septembre 2020, elle est nommée ministre de l'Industrie, de l'Énergie et des Mines dans le gouvernement de Hichem Mechichi. Elle est la première femme à occuper cette fonction. Le 16 janvier 2021, un remaniement ministériel est annoncé et la verrait perdre son portefeuille, après seulement cinq mois à la tête du ministère, pour être remplacée par Sofiane Ben Tounes,.

## Vie privée
Mariée, Salwa Sghayer est mère de deux enfants.